# Saint-Étienne-sur-Suippe
Saint-Étienne-sur-Suippe – miejscowość i gmina we Francji, w regionie Grand Est, w departamencie Marna.
Według danych na rok 1990 gminę zamieszkiwały 222 osoby, a gęstość zaludnienia wynosiła 29 osób/km².